# 小行星12838
小行星12838（12838 Adamsmith）是一颗绕太阳运转的小行星，为主小行星带小行星。该小行星于1997年3月19日发现。

## 轨道参数
小行星12838的轨道半长轴为431 306 195 km，2.8830628 UA，离心率为0.065。